# Adelheid av Vohburg
Adelheid av Vohburg, född 1125, död 1187, var drottning av Tyskland 1152-1153, gift med kung Fredrik I Barbarossa. 